# ジョー・ルイス・アリーナ
ジョー・ルイス・アリーナ（Joe Louis Arena）はミシガン州デトロイトに所在していたアリーナ。NHLのデトロイト・レッドウィングスの本拠地であった。ジョー・ルイスは、ボクシングのヘビー級元チャンピオンである。

## 概要
オープンは1979年12月。1980年のNHLオールスターゲームは21,002名の観衆と、ゴーディ・ハウの活躍があった舞台であった。管理はオリンピア・エンターテイメントが行っている。
また、2006年のWNBAファイナルではデトロイト・ショックの本拠地であるザ・パレス・オブ・オーバーンヒルズがマライア・キャリーのコンサートをダブルブッキングされたため、当所で開催された。また、1980年の共和党全国大会や、WWEのサバイバー・シリーズが2005年に開催された。
レッドウィングスは2017-18シーズンにリトル・シーザーズ・アリーナに移転された。